# Apisai Domolailai
Apisai Domolailai (Fiji, 16 de abril de 1989) é um jogador de rugby fijiano, que joga na posição de forward.

## Carreira

### Rio 2016
Fez parte do elenco da Seleção de Rugbi de Sevens de Fiji, no Rio, conquistando a medalha de ouro.